# Ball-Blasta
Ball-Blasta è un videogioco pubblicato nel 1988 per Commodore 64 dalla Zeppelin Games, appartenente al genere di Breakout e somigliante in particolare ad Arkanoid.

## Modalità di gioco
Il funzionamento generale è il solito dei cloni di Breakout: si muove una racchetta lungo il fondo dello schermo per far rimbalzare verso l'alto una pallina, evitando che cada fuori dallo schermo, e con essa abbattere una formazione di mattoncini. In Ball-Blasta la pallina è più simile a una moneta roteante.
L'obiettivo di solito non è eliminare tutti i mattoncini, ma arrivare a distruggerne alcuni specifici. I livelli hanno formazioni di mattoncini variamente disposti e colorati, sopra fondali con motivi elaborati, spesso dotati di scorrimento decorativo; a volte tali sfondi confondono la vista e aumentano la difficoltà.
Come in Arkanoid ci sono vari tipi di navicelle che vagano per lo schermo e fanno azione di disturbo della traiettoria della pallina; qui alcune possono anche danneggiare la racchetta.
Abbattendo un certo tipo di mattoncini si può accumulare denaro, con il quale al termine del livello è possibile acquistare power-up selezionandoli da un menù (la più evidente caratteristica di gameplay che distingue Ball-Blasta da Arkanoid e simili, dove invece i power-up si raccolgono in gioco). Si possono così ottenere sette diversi potenziamenti: tre palline, missili, allungamento della racchetta, magnetizzazione della racchetta, scudo protettivo, arma per sparare, e l'arresto della generazione di navicelle. Si possono comprare anche vite. Si può possedere un solo potenziamento alla volta per tutto il livello; quello acquistato sostituisce il precedente. Alcuni bonus o malus particolari, tra cui maggior velocità della racchetta, si possono ottenere raccogliendoli in gioco dalle navicelle distrutte. Il potenziamento delle tre palline è già disponibile a inizio partita.
Ci sono in tutto 61 livelli. Quando si completa un livello viene mostrata una mappa di tutti i livelli, disposti in una griglia a forma di rombo; si comincia da quello al centro della mappa e si può scegliere come livello successivo uno di quelli adiacenti.

## Accoglienza
Sebbene all'epoca si fossero già visti molti cloni di Breakout/Arkanoid, Ball-Blasta fu molto apprezzato da alcune riviste di settore europee, per la sua buona realizzazione e per qualche novità che comunque introduceva. I giudizi numerici conosciuti comprendono 68% di Power Play, 87% complessivo di Zzap!, 10/12 alla "motivazione" da Aktueller Software Markt e 5/5 della danese Soft Today; quest'ultima, sebbene fosse un gioco a basso prezzo, lo riteneva all'altezza dei titoli a prezzo pieno.